# Перуника
Перуника или богиша (лат. Iris germanica), вишегодишња биљка из породице ириса (Iridaceae), рода перуника (Iris). Висока је 30 до 100 cm. Ризом кратак, листови сабљичасти; стабло гранато; цветови крупни, боје интензивно љубичасте до плаве; плод чахура. Расте по сунчаним брежуљцима, али се гаји и као украсна биљка. Ризом се раније употребљавао у медицини, данас само за производњу мириса.

## Значење
Обично се, на основу једног од њених имена, сматра да је перуника код старих Словена била посвећена богу Перуну, али за то не постоје уверљиви докази. Вероватније је да је била везана за култ смрти.

## У култури
У Ирану и Кашмиру, Iris kashmiriana и Iris × germanica често се узгајају на муслиманским гробним местима као што су гробља.
Перунике су често биле тема уметника, укључујући и слике Винсента ван Гога из 1890. године.